# Grupo de Música antigua Ganassi
Ganassi fue una agrupación dedicada a la divulgación de la música renacentista y barroca. La agrupación obtuvo el Premio Nacional de Música 2009, otorgado por el Ministerio de Cultura y Juventud del gobierno de Costa Rica.

#### Integrantes
- Kattia Calderón, flauta dulce
- Samarla Montenegro, flauta dulce
- Eduardo Madrigal, viola da gamba
- María Clara Vargas, clavecín
- Tania Vicente, vihuela y laúd
- Andrés Chaves, percusión
- Juan Carlos Soto Marín, percusión